# Advanced Communication Riser
Advanced Communications Riserは2000年2月にAMDなどが中心となったACR SIGによって策定されたパソコン用ライザーカードの規格である。一般にはACRと呼称される。AMRの後継規格としてCNRと競合したが、最終的にCNRへと収束している。

## 概要
ACRの前身となるAMRはAC'97準拠のオーディオやアナログモデム機能の物理層を接続するための規格であったが、ACRでサウスブリッジに統合されたイーサネットコントローラやUSBとの接続が可能となっている。
コネクタにはPCIスロットと同じ60ピンスロットが使用されているが、PCIスロットと違いACRカード上の部品実装面が上面になるように実装され、またPCIスロットと前後逆である点で区別が可能である。AMRの上位互換であり、ACRスロットにはAMRカードが装着可能である。
AMRおよびCNRには無いACR固有の特徴として、規格内に三種類のグレードが存在していることが挙げられる。なお全てのグレードでAMRの上位互換が確保されている。
- ACR Lite

1つのネットワーク機能をサポート
- ACR Hub

2つのネットワーク機能をサポート
- ACR Xtreme

無線LANおよびxDSLモデムを実装可能なネットワークポート、PCIバスから直接制御できるパケットインターフェイスIPB(Integrated Packet Bus)をサポート

規格の意図はAMRとほぼ同様であり、従来オプション扱いされることの多かった機能を、メーカーが容易かつ安価にラインナップとして揃えることが出来るようにしたものである。ACRはAMRより対応範囲が広がったことで、より多くの機能を簡易にオプション化できると考えられた。
このように、ACRもまた、AMRや競合のCNRと同様にメーカー出荷の際のオプションを準備するための規格である。
そのため、汎用のPCIスロット等と異なりACR対応ライザーカードが単体で販売されることや、エンドユーザーが自分でACR対応の拡張カードを購入・装着することは想定されていない。またその際の互換性も考慮されていない。AMRスロットやCNRスロット同様、エンドユーザーにとってはACRスロットもマザーボード上の配線パターンのようなものに過ぎないと言える。
AMRの後継を目指したACRはインテル主導のCNRと競合したが、最終的にCNRへの一本化という形で収束し、実質的にACRは消滅した。
ただし2000年代初頭以降、オンボードでのオーディオやLAN機能搭載が一般化したことやPCI拡張カードの低価格化も進んだこと、アナログモデムの需要が減少したことなどから、ACRに勝利したCNRも広く利用されたとは言いがたい。
エンドユーザー向けでのACRの採用例としては、一部のマザーボードにACR準拠のサウンドカードが添付された例がある。